# Tandzijde

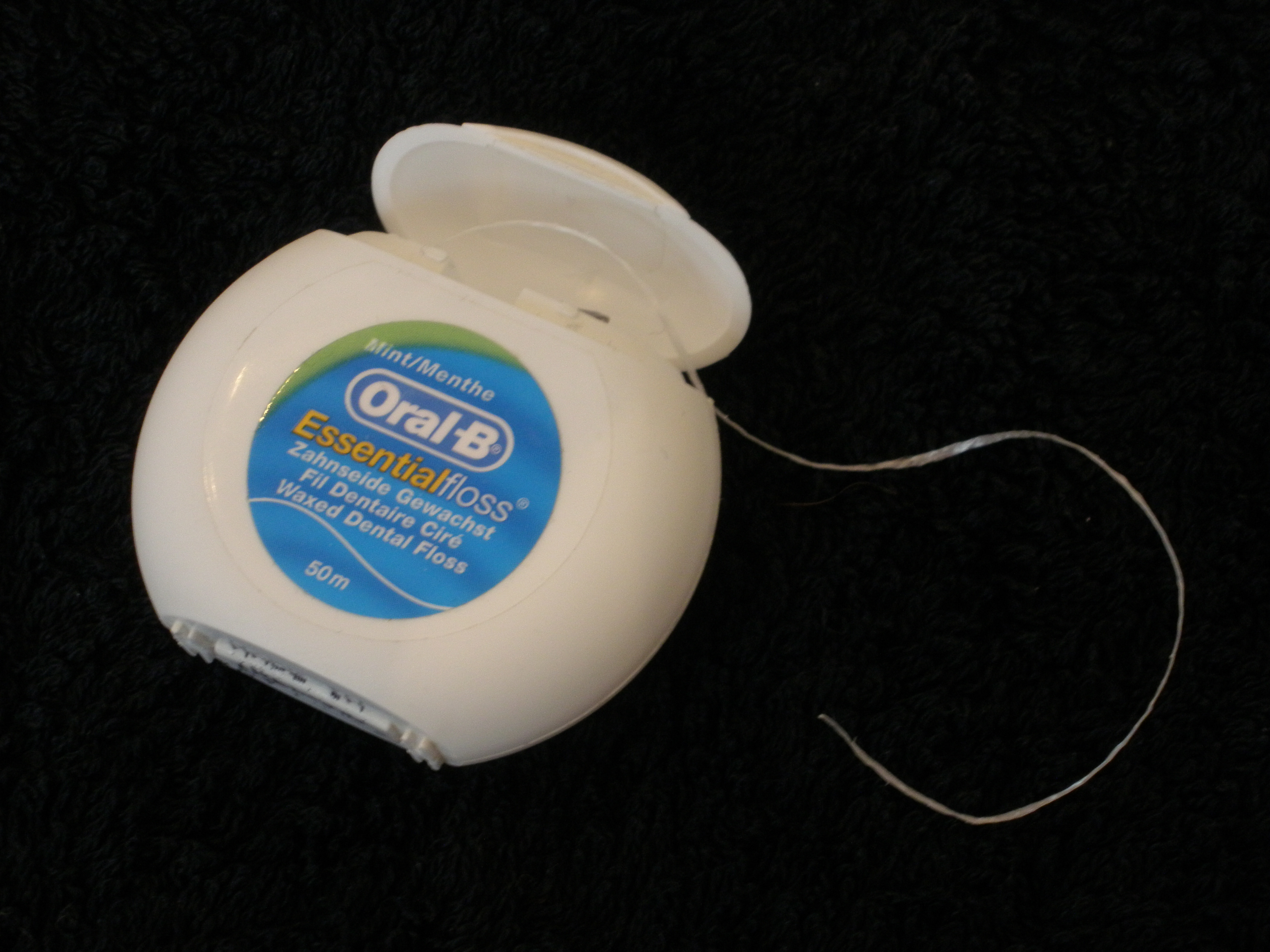
Flosdraad

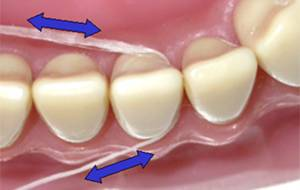
Gebruik

Tandzijde, ook wel floss of flosdraad genoemd, bestaat uit zijden of nylon geweven draadjes die met een waslaag omgeven zijn. Tandzijde dient om de interdentale ruimtes (dit zijn de ruimtes tussen twee tanden) te reinigen en cariës te voorkomen.

## Uitvoering
Een draad van ongeveer 40 cm wordt rond beide wijsvingers gedraaid tot er een 10 cm draad tussen de beide vingers overblijft. Deze flosdraad, goed gespannen tussen beide wijsvingers en duimen, wordt door het contactpunt van twee tanden gebracht. Dan wordt de draad eerst naar voren getrokken zodat de draad zich in een V-vorm rond het tussenvlak van de voorste tand kan glijden. Met een zagende beweging wordt dat vlak dan tot juist onder het tandvlees gereinigd. Daarna wordt de draad naar achteren in V-vorm getrokken, en op dezelfde manier wordt het tussenvlak van naar achtergelegen tand gereinigd. Deze bewerking wordt dan voor alle tanden uitgevoerd.
Wanneer de bewerking op een juiste manier uitgevoerd wordt dan zal de tandpapil niet gekwetst worden. Het chronisch kwetsen van de tandpapil is niet enkel slecht voor de tandpapil zelf maar kan ook bacteriën in de bloedbaan brengen. Mensen met een kunsthartklep moeten daarom uiterst voorzichtig flossen.
De tandzijde bestaat in verschillende diktes.